# Кувшиново
Кувшиново (рус. Кувшиново) град је на северозападу европског дела Руске Федерације. Налази се у централном делу Тверске области и административни центар је Кувшиновског рејона.
Према попису становништва из 2010. у граду је живело 10.007 становника, док је према проценама националне статистичке службе Русије 2014. град имао око 9.574 становника. 

## Географија
Град Кувшиново налази се у централном делу Тверске области у подручју Валдајског побрђа, на око 120 километара западно од административног центра области града Твера. Лежи на обалама реке Осуге (притока Тверце и део басена реке Волге), на месту где се у њу улива река Негоч, на надморској висини од око 230 метара. 
Кроз град пролази друмски правац Торжок — Осташков.
У северном делу града на реци Нагоч саграђена је мања брана којом је формирано вештачко Нижњенегочко језеро. 

## Историја
На месту ушћа реке Негоч у Осугу налазило се село Каменоје (рус. Каменное; или Каменскоје, рус. Каменское) које се помиње у неким летописима из 1624. године. У селу је 1799. гроф В. П. Мусин-Пушкин основао фабрику за производњу целулозе и папира. Фабрику је 1869. купио извесни московски трговац М. Г. Кувшинов.
На Кувшиновљеву иницијативу је 1910. у селу отворена железничка станица, односно железница која је село повезивала са Торжоком. Новоотворена железничка станица је по њему названа Кувшиново. Године 1916. железница је продужена до Селижарова. Село Каменоје и станица Кувшиново су 1938. обједињени у јединствено насеље Кувшиново које је исте године добило статус града. 
Занимљиво је да је у Кувшинову (односно у Каменеју) боравио и чувени руски књижевник Максим Горки  који је од октобра 1897. до јануара 1898. живео у соби Николаја Васиљева, радника у фабрици папира који је предводио илегални револуционарни покрет у насељу. 
Садашњи градски грб усвојен је 1996. године.

## Становништво
Према подацима са пописа становништва 2010. у граду је живело 10.007 становника, док је према проценама националне статистичке службе за 2014. град имао 9.574 становника.
| 1939. | 1959.  | 1970.  | 1979.  | 1989.  | 2002.  | 2010.  | 2014. |
| ----- | ------ | ------ | ------ | ------ | ------ | ------ | ----- |
| 7,909 | 13,549 | 12,963 | 13,471 | 12,435 | 11,276 | 10,007 | 9,574 |